# Romanus Vogler
Romanus Vogler, auch Roman Vogler OSB (* 1636 in Engen; † 17. November 1695 in St. Blasien) war vom 24. Februar 1672 bis 1695 Abt des Benediktinerklosters St. Blasien im Schwarzwald. 1677 flüchtete er nach der Einnahme Freiburgs vorübergehend in die Schweiz in die in seiner Regierungszeit fertiggestellte Propstei Wislikofen.
Vogler studierte von 1656 bis 1659 am Collegium Germanicum et Hungaricum in Rom. In seine Amtszeit als Abt fällt der Pfälzische Erbfolgekrieg. Dennoch wurden in dieser Zeit einige Neubauten erstellt, etwa die Kirchen in Grießen, Münchingen, Brenden, Brunnadern und Dillendorf. Er ließ das Adelheid-Kreuz mit 1300 Edelsteinen neu fassen, darunter 172 Diamanten, 130 Smaragde und weitere solche Steine, wozu er die Künstler nach St. Blasien kommen ließ, um das Kreuz nicht aus der Hand geben zu müssen. Fertiggestellt wurde die neue Edelsteinfassung jedoch erst unter seinem Nachfolger. Das „Todtmooser Antependium“ für die Wallfahrtskirche Todtmoos, eine silberne Votivtafel, die im Zuge des Übergangs der kaiserlichen Armee über den Schwarzwald von Herzog Karl V. mit einer Spende von 2000 Reichsthalern ermöglicht wurde, ließ er von dem Rottweiler Maler Johann Friedrich Georg Glückher entwerfen und durch den Augsburger Goldschmied Elias Jäger anfertigen.
Am 16. Mai 1688 nahm er die Grundsteinlegung der Villinger Benediktinerkirche zusammen mit dem Abt Georg III. Gaißer aus dem Kloster St. Georgen im Schwarzwald vor.
Sein Bruder Jakobus Vogler war von 1688 bis 1708 Abt des Klosters Schuttern.

## Wappen
Unter einem silbernen Schildhaupt mit rotem Wolkenschnitt auf Gold ein aus dem linken Schildrand herausragender Unterarm mit violettem Ärmel, in der Hand ein T mit einem auffliegenden Vogel.